# أحمد ولد حمزة
أحمد ولد حمزة سياسي ورجل أعمال موريتاني وهو رئيس مجموعة نواكشوط الحضرية من سنة 2006 وحتى 2014.

## حياته
ولد أحمد ولد حمزة في 16 مارس 1952 في بلدية بنشاب بولاية إينشيري شمال البلاد.عاش فترة شبابه في السنغال وهناك أتم دراسته الابتدائية والثانوية ليتابع بعد ذلك دراسته الجامعية في المملكة المغربية.وهو حاصل على شهادة في التجارة والتسيير.

## النشاط السياسي
اهتم أحمد ولد حمزة بالسياسة منذ بداية التسعينات وقد انتهى به المطاف آنذاك إلى الانتساب لحزب اتحاد القوى الديمقراطية / عهد جديد (UFD/EN) المعارض للرئيس معاوية ولد سيدي أحمد الطايع والذي يتزعمه السيد أحمد ولد داداه حيث تبوأ منصب رئيس حركة الشباب والنساء في الحزب. لكنه تخلى عن هذا الحزب بعد ذلك ودعم الرئيس معاوية ولد سيدي أحمد الطايع في الانتخابات الرئاسية لسنة 2003.
بعد انقلاب 3 أغسطس 2005 الذي أطاح بولد الطايع دعم أحمد ولد حمزة من جديد حزب تكتل القوى الديموقراطية المعارض الذي يعتبر امتدادا للحزب الأسبق اتحاد قوى الديمقراطية /عهد جديد لينتخب تحت شعاره عمدة لتفرغ زينة في انتخابات ديسمبر 2006 وبفضل ائتلاف قوى التغيير تم انتخابه رئيسا لمجموعة نواكشوط الحضرية ورئيسا لرابطة العمد الموريتانيين‘‘.
في 2021 انتخب رئيسا للمكتب التنفيذي لاتحادية الصناعة والمعادن والطاقة، كما كان يشغل منصب رئيس الجمعية الموريتانية للفرنكوفونية.

## وظائف أخرى
لقد كان لأحمد ولد حمزة دور كبير في توأمة مدينة نواكشوط مع العديد من نظيراتها العالمية وهكذا تم انتخابه :
- عضوا في المكتب الدائم الرابطة الدولية للعمد لفرانكفونيين
- نائبا لرئيس الجمعية الإقليمية اليورو متوسطية
- نائبا لرئيس شراكة التنمية البلدية الإفريقية
- نائبا لرئيس الصندوق العالمي للمدن
- نائبا لرئيس مترو بوليس مدن العالم الكبرى
- نائبا لرئيس المدن والحكومات المحلية المتحدة لإفريقيا
- عضوا بالمجلس والمكتب التنفيذي لمدن العالم الذي هو أكبر مجمع مدن عبر العالم
- عضوا بالمكتب التنفيذي للمنظمة المدن العربية
- عضوا بالمكتب التنفيذي للمدن الإسلامية
- عضوا بالمكتب التنفيذي وعضوا مؤسسا لرابطة المدن الأمريكية العربية

## أوسمة وطنية ودولية
- وسام علوي من درجة قائد (2010).[8]
- وسام جوقة الشرف من رتبة ضابط (2011)[9]

## وفاته
توفي في 17 ديسمبر 2022 بإسبانيا‘.

## تكريم
2023
تدشين ساحة عمومية في انواكشوط الشمالية تحمل اسم المرحوم “أحمد ولد حمزة”‘.